# Вальтер Геллібранд
Вальтер Ангус Бетюн Геллібранд (Walter Angus Bethune Gellibrand, 17 жовтня 1832 — 5 листопада 1909 року) — політик в колоніальній Тасманії, президент тасманійської Законодавчої ради з 1884 по 1889 роки.
Геллібранд народився в Дервент-Парку на острові Земля Ван-Дімена (пізніше перейменованому на Тасманію), його брати Томас і Вільям обоє стали членами тасманійської Палати зборів.
Вальтер Геллібранд обраний до тасманійської Законодавчої ради від Дервенту 8 грудня 1871 року. Геллібранд був також членом Рибогосподарської ради. З 1 липня 1884 року по 9 липня 1889 року Геллібранд був президентом тасманійської Законодавчої ради. Він покинув парламент 7 травня 1901 року після програшу на перевиборах.
Геллібранд помер в Гобарті, Тасманія, 5 листопада 1909 року.